# Parapercis lineopunctata
Parapercis lineopunctata är en fiskart som beskrevs av Randall 2003. Parapercis lineopunctata ingår i släktet Parapercis och familjen Pinguipedidae. Inga underarter finns listade i Catalogue of Life.